# Melittomma javanicum
Melittomma javanicum is een keversoort uit de familie Lymexylidae. De wetenschappelijke naam van de soort is voor het eerst geldig gepubliceerd in 1829 door Chevrolat.